# District de Yanaon
Le district de Yanaon ou district de Yanam  (en télougou : యానం జిల్లా ; en anglais : Yanam district) est un des quatre districts du territoire de Pondichéry en Inde.

## Géographie
Sa population de 55 626 habitants (en 2011) pour une superficie de 30 km2. Il est situé sur les bords du fleuve Godavari, dans son delta et non loin de son embouchure. Autrefois complètement cerné par le district du Godavari oriental (East Godavari) de l'État de l'Andhra Pradesh, il est aujourd'hui limitrophe du district de Kakinada en son nord, et de Konaseema au sud.
Il s'agit du district de Pondichéry le plus éloigné de la ville-même de Pondichéry, la capitale régionale, à un peu moins de 780 km au sud de celui-ci, par la route. Les grandes villes rayonnantes sur Yanaon sont ainsi Kakinada, distante de près de 30 km, et Rajahmundry, autour de 60 km à l'ouest.